# Totonicapán megye
Totonicapán Guatemala egyik megyéje. Az ország középső részétől kissé nyugatra terül el. Székhelye Totonicapán.

## Földrajz
Az ország középső részétől nyugatra elterülő megye északon Huehuetenango, keleten Quiché, délen Sololá, nyugaton pedig Quetzaltenango megyével határos.

## Népesség
Ahogy egész Guatemalában, a népesség növekedése Totonicapán megyében is gyors. A változásokat szemlélteti az alábbi táblázat:
| Év             | Lakosság |
| -------------- | -------- |
| 1981           | 204 419  |
| 1994           | 272 094  |
| 2002           | 339 254  |
| 2014 (becsült) | 521 995  |

### Nyelvek
2011-ben a lakosság 95,9%-a beszélte a kicse, 0,1%-a a mam és 0,2%-a a kakcsikel nyelvet.

## Képek

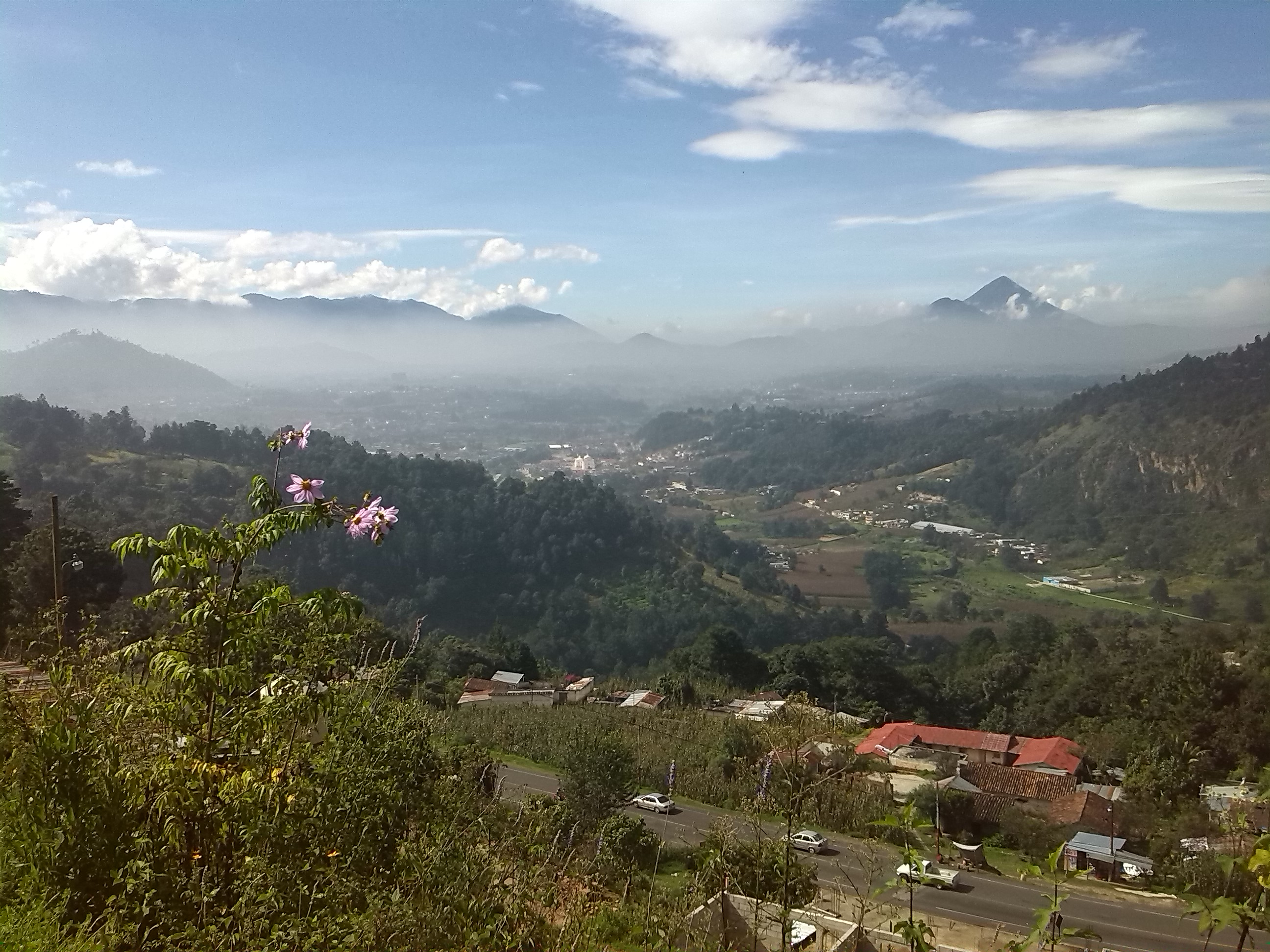
Tájkép San Francisco del Altónál
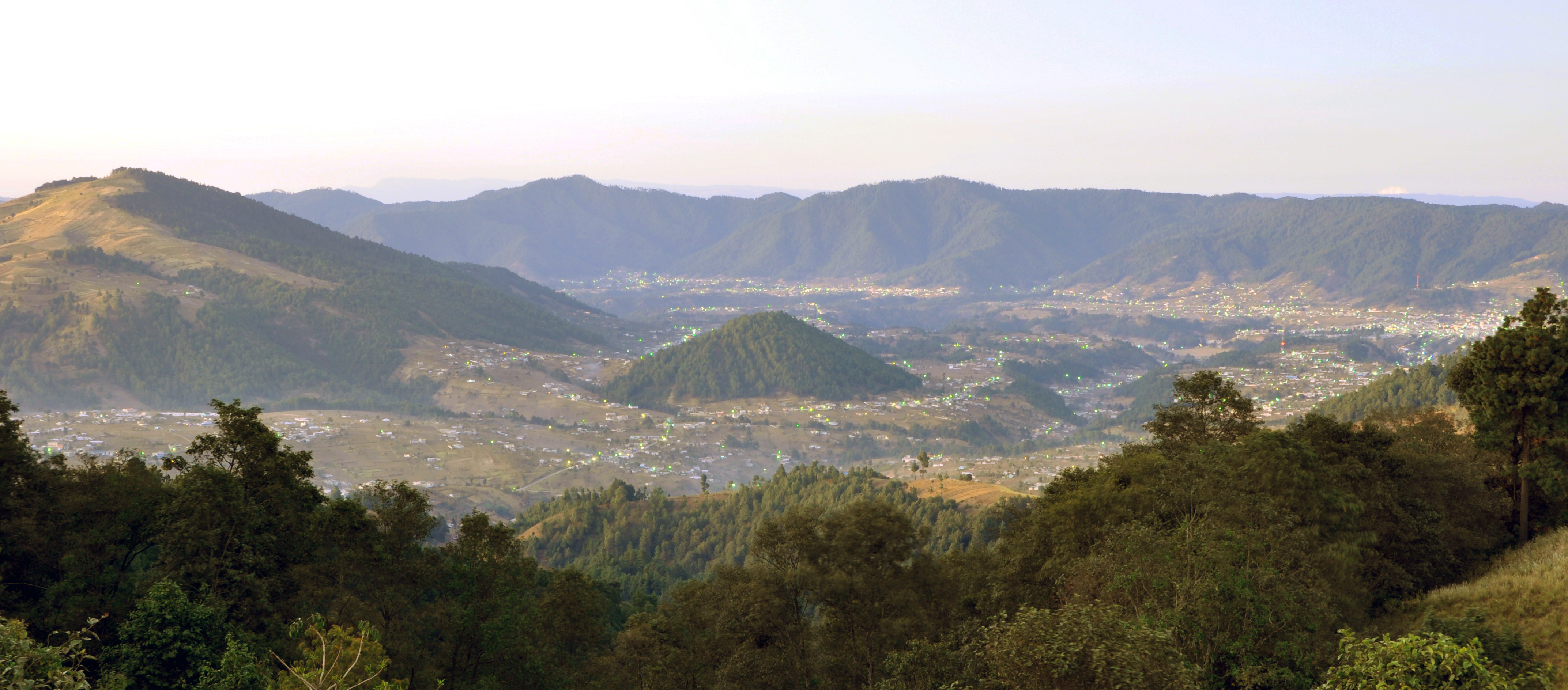
Település egy vulkáni kráterben
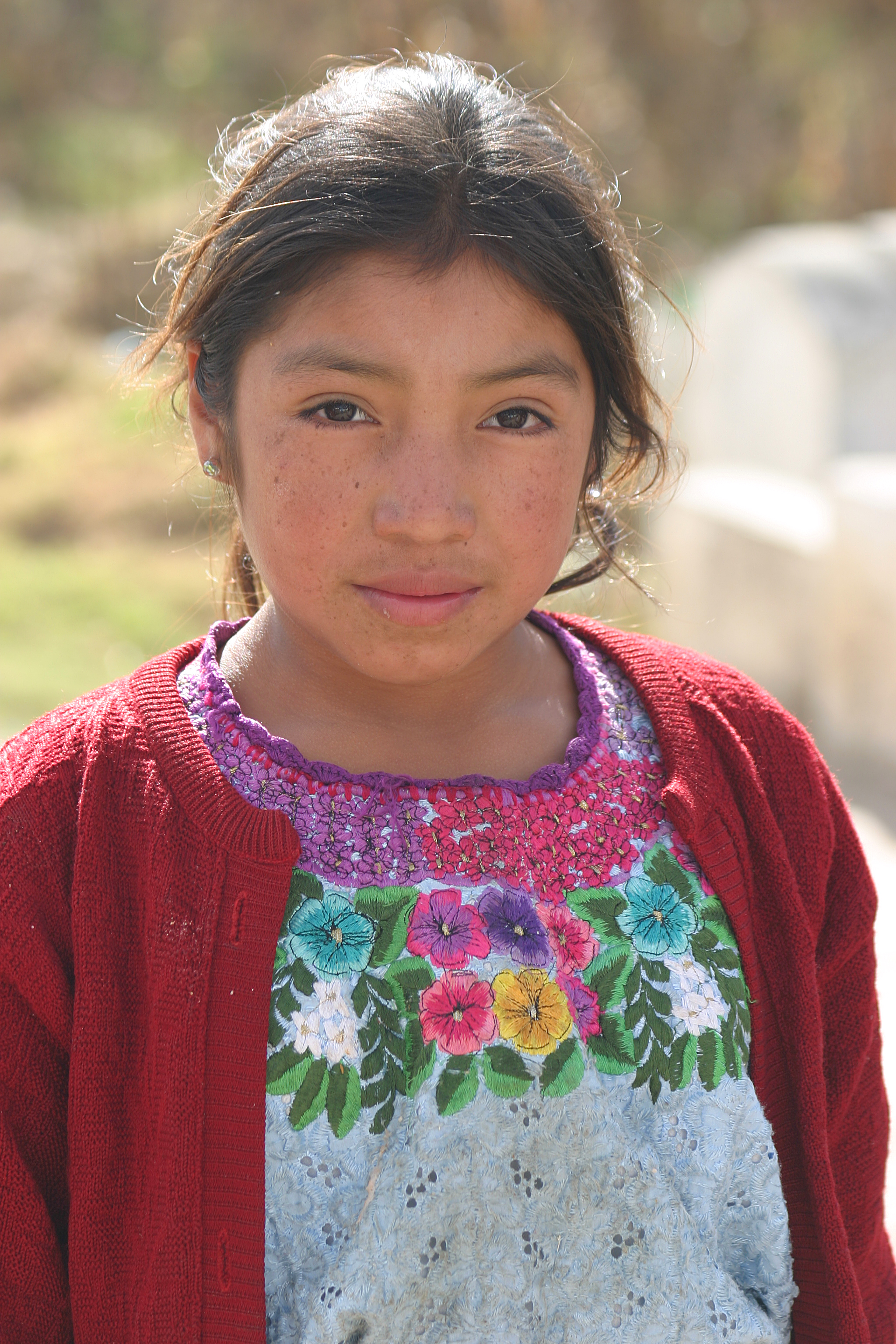
Momostenangói lány
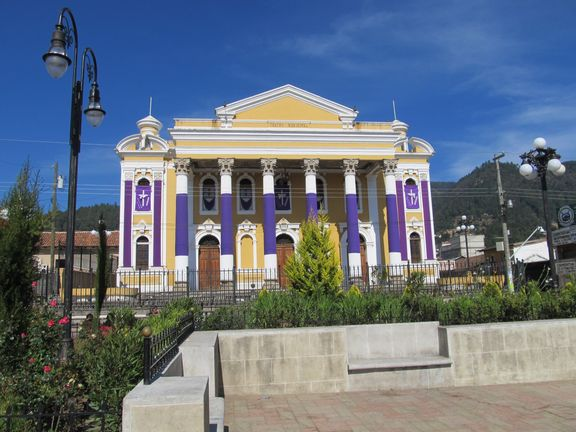
A totonicapáni színház